# Jacques Suzanne
Pour les articles homonymes, voir Suzanne.
Jacques Albert Suzanne (né Albert Jacques Suzanne le 17 avril 1880 à Trouville-sur-Mer, rue des Bains d'un père cordonnier, et mort le 1er août 1967 à Lake Placid) est un peintre, artiste, pianiste, acteur et explorateur français.

## Biographie
Jacques Suzanne suit les cours à l'école des beaux-arts au Havre.
Il épouse Juliette Isabelle Emma Duchemin le 5 décembre 1903. Une fille, Isabelle, naît le 23 mars 1904 mais sa femme décède lors de l'accouchement. Il émigre aux États-Unis, débarquant à Ellis Island le 21 octobre 1905.
Il déclare avoir tenté d'atteindre le Pôle Nord, mais avoir abandonné quand il apprend que Robert Peary y était parvenu en 1909.
En 1918 il se marie à New-york avec Helen de Seife artiste suisse qui se produit à Broadway. Le couple divorce en 1927.
Il épouse Hannah Moynihan en 1931 et a quatre enfants : Pierre, Jacques Albert Suzanne Jr. (né en 1934), Ninon et Anna. Ils s'installent à Lake Placid où il éleve des chiens husky pour le cinéma et le tourisme. Il apparaît dans plusieurs films, dont Out of Snows (1916) et The Spell of the Yukon (1916).
Il a pour meilleur ami Noah John Rondeau (en), célèbre ermite de la région.
Il meurt le 1er août 1967 à Lake Placid. Il est enterré à North Elba près de son ami Noah, décédé 23 ans plus tard.

## Œuvre
Jacques Suzanne est très peu connu en France. Bien que Français, il a produit son œuvre picturale aux États-Unis où il connut un certain[Quoi ?] succès[réf. nécessaire]. Son œuvre la plus célèbre est visible à la bibliothèque du Congrès. Il est aussi référencé comme acteur américain.